# Joacim Cans
Joacim Cans (Mora, 19 febbraio 1970) è un cantante svedese, frontman degli HammerFall.

## Biografia
Ha frequentato il Musicians Institute a Hollywood.
Ha pubblicato il suo primo album solista intitolato Beyond the Gates nel 2004.
Ha suonato negli Harlots nel 2007 per poi andare negli Acacia Avenue nel 2010, ormai band di successo mondiale

## Formazione
- Joacim Cans - voce
- "Metal" Mike Chlasciak -  chitarra solista e ritmica
- Stefan Elmgren - chitarra solista e ritmica, tastiere
- Mat Sinner - basso e cori
- Mark Zonder - batteria
- Daniele Soravia - tastiere

## Discografia

### Solista
- 2004 - Beyond the Gates

### HammerFall
- 1997 - Glory to the Brave
- 1998 - Legacy of Kings
- 2000 - Renegade
- 2002 - Crimson Thunder (2002)
- 2005 - Chapter V: Unbent, Unbowed, Unbroken
- 2006 - Threshold
- 2007 - Steel Meets Steel - Ten Years of Glory
- 2009 - No Sacrifice, No Victory
- 2011 - Infected
- 2014 - (r)Evolution
- 2016 - Built to Last